# Нор Мармара
Нор Мармара (вірм. Նոր Մարմարա, тур. Nor Marmara) — вірменомовна щоденна газета. Видається від 31 серпня 1940 року в Стамбулі, Туреччина. Одна з двох вірменомовних газет у Туреччині, друга — газета «Агос».
Газету створив вірменський журналіст і іноземний кореспондент Сурен Шамлян. Власником газети протягом 40 років був Роберт Хаддечян, а нині його діти. Видається вірменською громадою Стамбула.
В наш час «Нор Мармара» виходить щодня, крім неділі. Щоп'ятниці в газеті публікується розділ турецькою мовою. Тираж газети — 2500 примірників. Головний редактор — Роберт Хаддечян.